# Кудашев-Ашказарский, Ильясбек Батыргареевич
Ильясбек Батыргареевич Кудашев-Ашказарский (тат. Ильясбәк Батыргәрәй улы Кудашев-Ашказарский, İlyəsbək Batırgərəy uğlı Qodaşev-Aşqazarskiy; 1884—1942) — татарский музыкант и театральный деятель, Герой Труда (1926).

## Биография
Родился в Оренбурге 3 марта 1884 года.
Родился я на железнодорожной станции Ново-Сергиевка Самаро-Оренбургской железной дороги, в семье машиниста Батыргарея Габдулсалямовича и жены его Мариамы Нигматулловны Кудашевых, происходящих из государственных крестьян, Уфимской губернии Белебеевского уезда Богадинской волости деревни Шланклыкуловой, ныне Башкирская Автономная Республика" (из автобиографии Ашказарского)
Окончил средний разряд медресе «Хусаиния» (1899) и учительскую школу в Казани (1904).
Первые попытки создания театральной труппы Кудашев-Ашказарский предпринял в 1905 в Оренбурге, где он организовал любительскую театральную труппу «Мусульманская драма и мелодрама» («Фаҗига вә мәсәкин исламия»). Его дебют состоялся в 1906 в Уфе спектаклем «Учёные и невежды» («Галимнәр hәм наданнар») по комедии А. Н. Островского «Ученье — свет, а неученье — тьма, или В чужом пиру похмелье» (в переводе и переделке Кудашева-Ашкадарского).
Так появилась «Первая в России труппа мусульманских артистов драмы под руководством И. Б. Кудашева-Ашказарского». Первыми артистами были Нурулла Гайнуллин, Ахмет Ишмуратов-Кулалаев, Нуретдин Хайретдинов-Ахундов, Валиулла Муртазин-Иманский. В мае 1907 г. труппа впервые выехала на гастроли по городам Поволжья. В августе в Нижнем Новгороде в труппу вступили С. Гиззатуллина-Волжская и Г. Кариев. 
В ноябре 1907 года труппа Ашказарского гастролировала в Москве. В связи с противоречиями, возникшими в труппе, в декабре 1907 года Кудашев-Ашказарский покидает труппу, которая продолжает выступления под именем Сайяр. В 1908 году заново собирает любительскую труппу под названием «Фажига вэ мосэккин исламия» («Мусульманская драма и мелодрама») — затем «Мусульманская драма», «Сайях» («Передвижная»). Ставит в основном музыкальные спектакли-водевили, а также концерты. Сам поёт, играет на пианино, скрипке, гармони, мандолине, читает стихи.
После Октябрьской революции руководит красноармейскими концертными группами в различных подразделениях 1-й Революционной Армии, затем служит в органах культуры и искусства Татарской АССР. В 1928—1929 гг. работал в Татарском академическом театре. Затем ушёл на эстраду, занимался литературной деятельностью.
В годы советской власти Кудашев-Ашказарский много концертировал с программами художественного чтения, а также в качестве скрипача. В его исполнении выпущены грамзаписи произведений русских и татарских писателей, татарских композиторов и народного музыкального творчества.
Умер в Казани 31 декабря 1942 года.

## Награды
Звание Героя Труда присвоено в 1926 году.